# Cyamopsis serrata
Cyamopsis serrata là một loài thực vật có hoa trong họ Đậu. Loài này được Schinz miêu tả khoa học đầu tiên.